# Hortiboletus
Hortiboletus Simonini, Vizzini & Gelardi (parkogrzybek) – rodzaj grzybów z rodziny borowikowatych (Boletaceae).

## Systematyka i nazewnictwo
Pozycja w klasyfikacji według Index Fungorum: Hortiboletus, Boletaceae, Boletales, Agaricomycetidae, Agaricomycetes, Agaricomycotina, Basidiomycota, Fungi.
Jest to nowo utworzony rodzaj. W wyniku prowadzonych w ostatnich latach badań filogenetycznych w obrębie rodziny borowikowatych (Boletaceae) nastąpiły znaczne przetasowania w jej systematyce.
W Polskiej literaturze występuje głównie Hortiboletus rubellus opisywany jako podgrzybek czerwonawy, jednak podobieństwo między gatunkami szeroko ujętych podgrzybków oraz nieznajomość wśród zbieraczy utrudnia potwierdzanie stanowisk. W 2021 Komisja ds. Polskiego Nazewnictwa Grzybów Polskiego Towarzystwa Mykologicznego zarekomendowała używanie nazwy parkogrzybek oraz kilku nazw gatunkowych.

### Gatunki
- Hortiboletus amygdalinus Xue T. Zhu & Zhu L. Yang 2016
- Hortiboletus bubalinus (Oolbekk. & Duin) L. Albert & Dima 2015 – parkogrzybek morelowy
- Hortiboletus campestris (A.H. Sm. & Thiers) Biketova & Wasser 2015
- Hortiboletus coccyginus (Thiers) C.F. Schwarz, N. Siegel & J.L. Frank 2020
- Hortiboletus engelii (Hlaváček) Biketova & Wasser 2015 – parkogrzybek plamkostopy
- Hortiboletus indorubellus K. Das, D. Chakr., Baghela, S.K. Singh & Dentinger 2016
- Hortiboletus kohistanensis A. Naseer, S. Sarwar & A.N. Khalid 2019
- Hortiboletus rubellus (Krombh.) Simonini, Vizzini & Gelardi 2015 – parkogrzybek czerwonawy
- Hortiboletus subpaludosus (W.F. Chiu) Xue T. Zhu & Zhu L. Yang 2016

Wykaz gatunków (nazwy naukowe) na podstawie Index Fungorum.